# Juan Rovira Tarazona
Juan Rovira Tarazona (5 de maio de 1930 – 3 de junho de 1990) foi um político espanhol da União de Centro Democrático (UCD) que serviu como Ministro da Saúde e Segurança Social entre abril de 1979 e setembro de 1980.